# Erich Bethe
Erich Julius Adolf Bethe (* 2. Mai 1863 in Stettin; † 19. Oktober 1940 in Leipzig) war ein deutscher Klassischer Philologe.

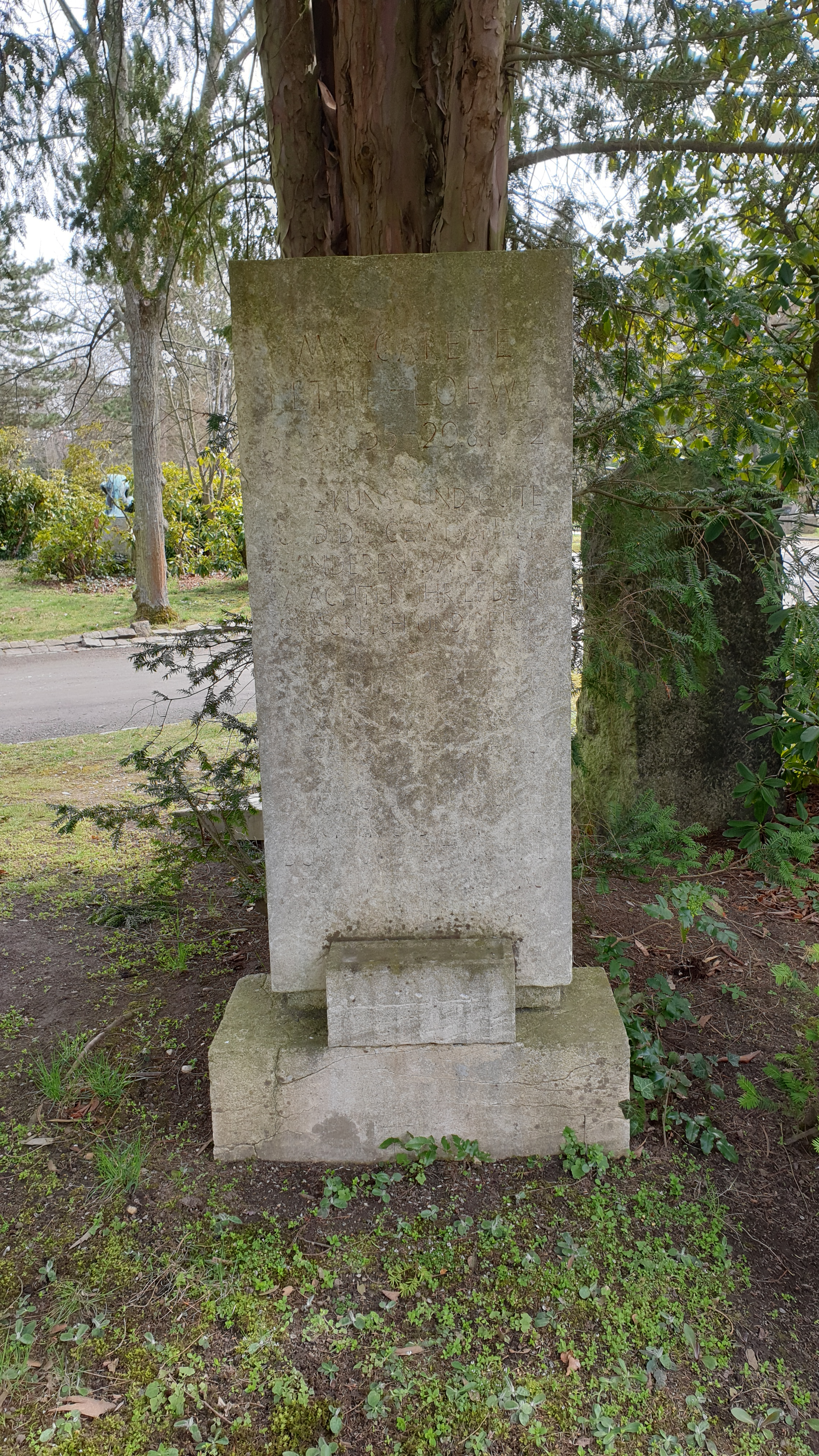
Grabstätte Erich Bethe (Foto: 2021)

## Leben
Erich Bethe war ein Sohn des Stettiner Arztes Eduard Bethe (* 1828; † 1910) und dessen Ehefrau Marie Gerstaecker (* 1830; † 1917) aus Berlin, einer Nichte des Reiseschriftstellers Friedrich Gerstäcker. Sein Bruder Martin Bethe wurde Arzt und betätigte sich nebenbei als Genealoge, sein Bruder Albrecht Bethe wurde Professor für Physiologie.
Bethe studierte Klassische Philologie, Geschichte und Archäologie in Greifswald und Göttingen, wo er 1887 bei Ulrich von Wilamowitz-Moellendorff promoviert wurde. In Göttingen wurde er Mitglied des Philologisch-Historischen Vereins im Naumburger Kartellverband. Anschließend setzte er die Studien in Bonn bei Georg Loeschcke fort, wo er sich 1891 habilitierte. Nach drei Jahren als Privatdozent in Bonn und ausgedehnten Reisen im Mittelmeerraum heiratete er 1894 die Malerin Margarete Loewe und ging als außerordentlicher Professor an die Universität Rostock. 1897 wechselte Bethe als ordentlicher Professor nach Basel, 1903 nach Gießen. 1906 folgte er einem Ruf an die Universität Leipzig, wo er bis zu seiner Emeritierung 1931 lehrte und forschte. Im akademischen Jahr 1927/1928 war er Rektor der Universität.
Die Philologisch-Historische Verbindung Gießen und der Klassisch-Philologische Verein Leipzig im Naumburger Kartellverband ernannten Bethe zum Ehrenmitglied.
Erich Bethe wurde auf dem Südfriedhof in Leipzig beerdigt.
Nach der Machtübergabe unterschrieb Bethe zum 11. November 1933 das Bekenntnis der Professoren an den deutschen Universitäten und Hochschulen zu Adolf Hitler und dem nationalsozialistischen Staat.